# Comunitat de comunes de Grand Lieu
La Comunitat de comunes de Grand Lieu (en bretó Kumuniezh-kumunioù al Lenn Veur) és una estructura intercomunal francesa, situada al departament del Loira Atlàntic a la regió País del Loira però a la Bretanya històrica. Té una extensió de 297,57 kilòmetres quadrats i una població de 35.730 habitants (2010).

## Composició
Agrupa 9 comunes :
1. Le Bignon
2. La Chevrolière
3. Geneston
4. La Limouzinière
5. Montbert
6. Pont-Saint-Martin
7. Saint-Colomban
8. Saint-Lumine-de-Coutais
9. Saint-Philbert-de-Grand-Lieu